# Dave Fedor
Samuel David "Dave" Fedor (nacido el 10 de diciembre de 1940 en Zephyrhills, Florida) es un exjugador de baloncesto estadounidense que disputó una temporada en la NBA. Con 1,98 metros de estatura, jugaba en la posición de alero.

## Trayectoria deportiva

### Universidad
Jugó durante tres temporadas con los Seminoles de la Universidad Estatal de Florida, en las que promedió 20,2 puntos y 13,5 rebotes por partido. sus 43 puntos ante Miami supone la segunda mejor marca de la historia de la universidad, logrando además 35 puntos en tres partidos diferentes, marca todavía no superada en Florida State. Al término de su carrera era el máximo anotador histórico de los Seminoles.

### Profesional
Fue elegido en la vigésimo tercera posición del Draft de la NBA de 1962 por San Francisco Warriors, con los que jugó únicamente siete partidos en los que consiguió 6 puntos y 6 rebotes.

## Estadísticas de su carrera en la NBA

### Temporada regular
| Temporada | Edad | Equipo                 | Liga | P | TIT | MIN | TC  | TCA | %TC  | TL  | TLA | %TL  | REB | ASIS | FP  | PTS |
| 1962-63   | 22   | San Francisco Warriors | NBA  | 7 |     | 3.9 | 0.4 | 1.4 | .300 | 0.0 | 0.1 | .000 | 0.9 | 0.1  | 0.6 | 0.9 |
| Total     |      |                        | NBA  | 7 |     | 3.9 | 0.4 | 1.4 | .300 | 0.0 | 0.1 | .000 | 0.9 | 0.1  | 0.6 | 0.9 |